# Biesnitzer Straße 36 (Görlitz)
Die neubarocke Villa Biesnitzer Straße 36 im westlichen Randbereich des Görlitzer Stadtteils Südstadt ist ein geschütztes Kulturdenkmal, das unter der Nummer 09280269 in der Denkmalliste des Landesamts für Denkmalpflege Sachsen erfasst ist. Das Bauwerk mitsamt der Einfriedung wurde möglicherweise durch den Görlitzer Architekten Gerhard Röhr um 1900 errichtet. Das mit üppigem neubarocken Stuckzierrat und abwechslungsreichen Fassadenelementen gestaltete großbürgerliche Wohnhaus ist baugeschichtlich von Bedeutung. Die Ecke ist durch einen achteckigen Erker hervorgehoben. Die Westfassade ist in der Mitte durch einen dreieckig vorspringenden Mittelteil und einen geschweiften Giebel betont sowie durch Balkons mit Loggien stark plastisch gestaltet. Die Nordostansicht ist durch eine Variante des Serlio-Motivs mit Giebel betont. Im repräsentativen Treppenhaus sind große farbige Bleiglasfenster mit Blumendarstellungen vorhanden.

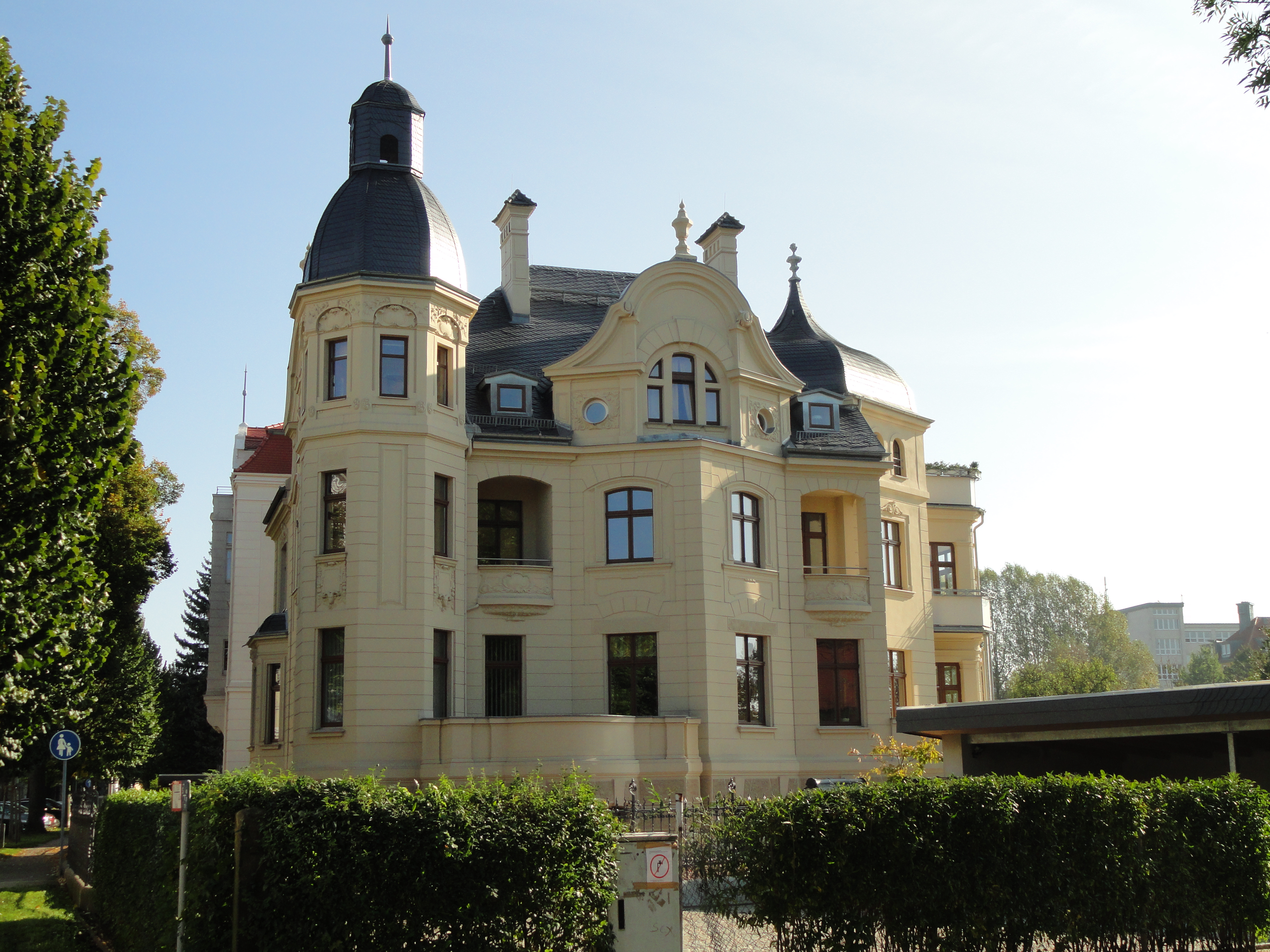
Westansicht
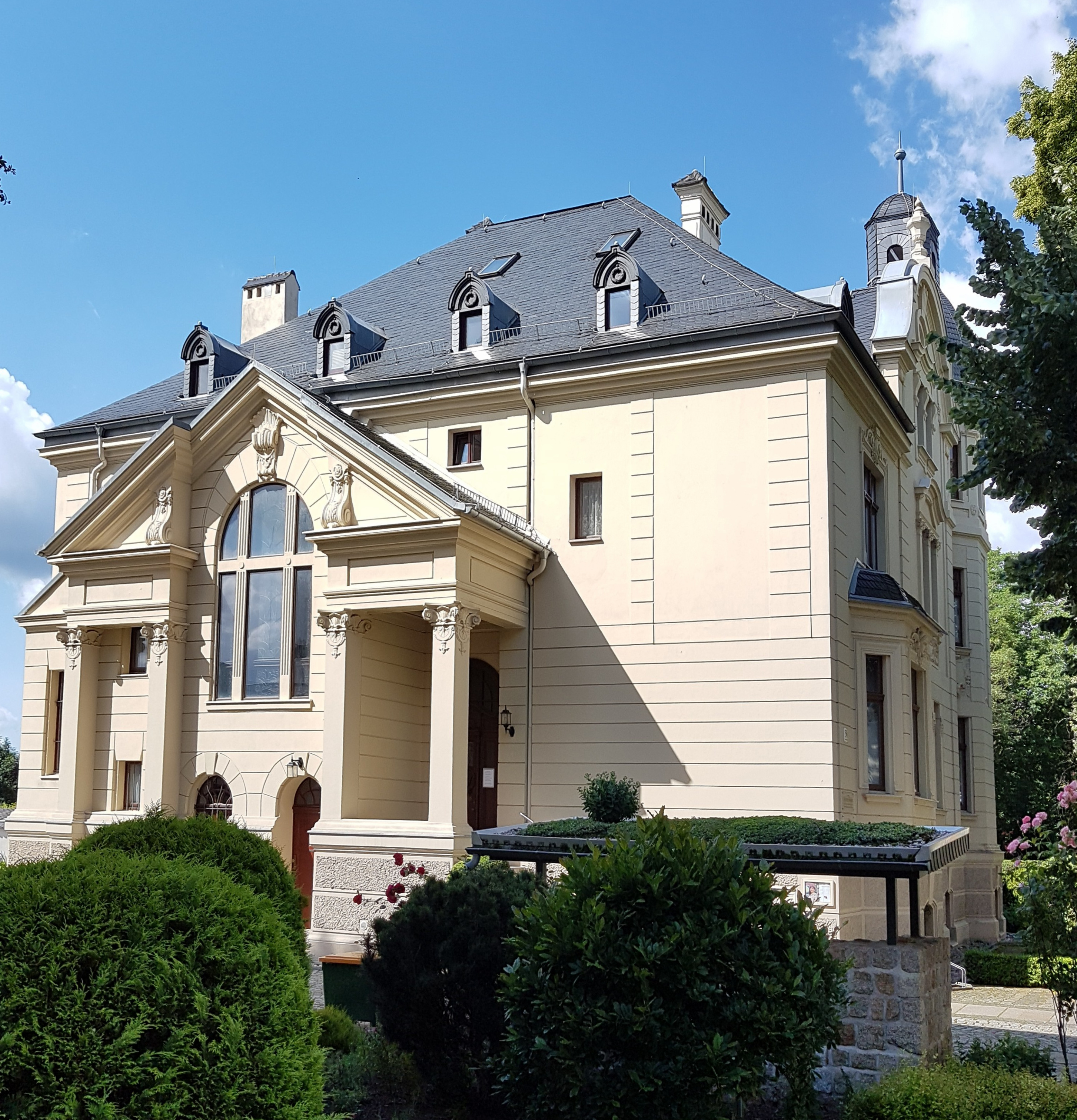
Nordostansicht
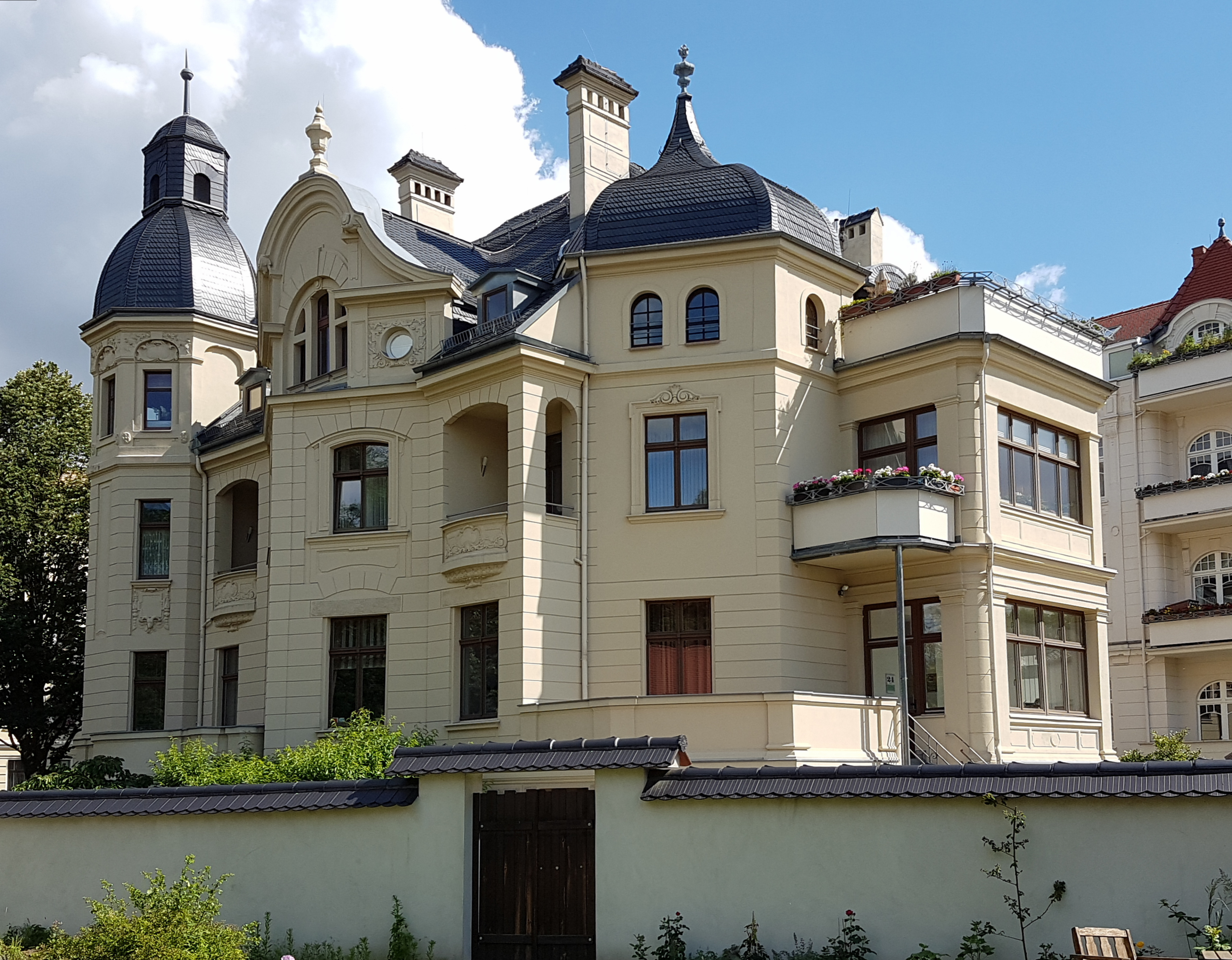
Südsüdwestansicht